# 神岡遼
神岡 遼（かみおか りょう、1988年4月14日 - ）は、日本海テレビのアナウンサー、防災士。東京都出身。

## 来歴・人物
立教池袋中学校・高等学校、立教大学経済学部卒業。在学中にテレビ各局のアナウンサー試験ですべて不合格となり、信託銀行に入行。信託銀行に勤務しながら日テレ学院を受講した。その後は一般企業の採用担当へ転職。2019年6月から、平日は一般企業の採用担当をしながら、土曜・日曜は東京六大学野球中継の実況をしていた。2020年、日テレ学院から「日本海テレビが中途採用のアナウンサーの募集をしているので受けてみないか」と誘われて受験し、内定。同年8月、日本海テレビ入社。
趣味は野球・ゴルフ。中学時代は軟式野球部、高校時代は硬式野球部、大学時代は準硬式野球部で、ポジションは捕手。

## 現在の担当番組
- One

木曜・金曜メインキャスター（2024年7月4日 - ）
- ZIP!
  - 「NOW!ニッポン」（2023年10月13日）
- 定時ニュース（下記番組のローカル枠。）
  - NNNストレイトニュース（ローカルニュース。土曜のみ直後の天気予報を兼務）[注 1]
  - news every.サタデー（ローカルニュース・天気予報）[注 2]
  - 真相報道 バンキシャ!（ローカルニュース）[注 3]
- 『笑いで彩れ！鳥取しゃんしゃん祭生特番 笑祭2024 ～永野&しんいち～』（2024年8月14日）[7][8]

MC
- zero選挙

『zero選挙』『zero選挙 鳥取・島根』 髙階恵美子（島根県第1区・比例中国ブロック）陣営の中継担当（2024年10月27日 - 10月28日）

## 過去の担当番組
フリーアナウンサー時代（2019年 - 2020年）
- 東京六大学野球中継（スポーツブル）

日本海テレビアナウンサー時代（2020年 - ）
- ニュースevery日本海 - 木曜・金曜メインキャスター（2022年7月7日 - 2024年6月28日）、月曜 - 水曜メインキャスター（福谷貞夫の代理（2023年11月20日・11月21日・2024年3月4日[注 4][9][10]））、サブキャスター（中山紗希の代理（2024年1月15日[注 5]））、フィールドキャスター（MEGAドン・キホーテ米子店から生中継（2024年5月28日[11]））
- しまね家の回覧板（2021年4月 - 2024年3月）
- ニュースevery日本海 衆院補選島根1区LIVE2024（日テレNEWS24にも同時ネット）[12][13][14]

メインキャスター（2024年4月28日）
- 定時ニュース（下記番組のローカル枠。）
  - おびわんっ!（ローカルニュース）